# Clopotul
Clopotul este un film românesc din 2009 regizat de Sabin Dorohoi. Rolurile principale au fost interpretate de actorii Orlando Petriceanu, Lavinia Munteanu.

## Distribuție
Distribuția filmului este alcătuită din:
- Alexandru Suciu — Pețitorul
- Bogdan Bulucea
- Horațiu George Fortun — Marinică
- Sorin Fruntelată — Popa
- Orlando Petriceanu — Ionel
- Ion Haiduc — Turnător clopote
- Constantin Dinulescu — Ianăș
- Lavinia Munteanu — Ionela
- Nicolae Botezatu — Botoș